# Максимальный удар
«Максима́льный удар» (англ. Maximum Impact) — боевик совместного производства России и США. Режиссёр — Анджей Бартковяк. Премьера состоялась в Москве 30 ноября 2017 года.

## Сюжет
В Москву прибывает Государственный секретарь США для участия в переговорах по нормализации российско-американских отношений, однако террористы организовывают покушение на него и похищают его внучку. Над миром нависает угроза Третьей мировой войны. Спецагентам ЦРУ и ФСБ придётся объединиться для спасения мира.

## В ролях
| Актёр              | Роль                                          |
| ------------------ | --------------------------------------------- |
| Александр Невский  | Максим Кадулин                                |
| Келли Ху           | Кэти Дэзмонд                                  |
| Эрик Робертс       | Государственный секретарь США Роберт Джейкобс |
| Дэнни Трехо        | Санчес                                        |
| Том Арнольд        | агент Барнс                                   |
| Марк Дакаскос      | Тони Ли                                       |
| Бай Лин            | Мэлани Скенлон                                |
| Маттиас Хьюз       | Йен                                           |
| Уильям Болдуин     | заказчик покушения                            |
| Один Ланд Байрон   | Флойд                                         |
| Евгений Стычкин    | Андрей Дуров                                  |
| Максим Виторган    | Добрынин                                      |
| Аристарх Венес     | Павел Чёрнов                                  |
| Андрей Кайков      | Лёвкин                                        |
| Кит Пауэрс         | агент Вэнс                                    |
| Альфонсо МакОли    | Нэйтан Робинсон                               |
| Брукс Бордер       | Джонатан Вестон                               |
| Александр Тютин    | криминальный босс                             |
| Михаил Богдасаров  | криминальный босс                             |
| Сергей Астахов     | сотрудник ФСБ                                 |
| Павел Майков       | охранник в сигарном клубе                     |
| Владимир Сычёв     | охранник в сигарном клубе                     |
| Анна Хилькевич     | Наталья                                       |
| Полина Буторина    | Бриттани Джейкобс                             |
| Мария Бравикова    | Елена                                         |
| София Игнатова     | Уиллоу                                        |
| Наталья Губина     | Галина                                        |
| Михаил Полицеймако | владелец угнанного автомобиля                 |
| Надежда Сысоева    | девушка у бассейна в сигарном клубе Мария     |
| Виктория Боня      | девушка у бассейна в сигарном клубе           |
| Станислав Ярушин   | секретарь                                     |
| Никита Пресняков   | камео                                         |

## Съёмки
Съёмки стартовали 4 июля 2015 года. Московский этап съёмок завершился в августе 2015 года. В США съёмки проходили в Вашингтоне и в Лос-Анджелесе. Первоначальный бюджет фильма в 10 миллионов долларов несколько раз повышался, при этом только съёмочная статья расходов выросла втрое. Автором сценария является Росс Ла Манна, который в своё время участвовал в написании сценария для серии фильмов «Час пик». По словам президента кинокомпании Czar Pictures Александра Изотова, сюжет фильма вдохновлён встречей министра иностранных дел России Сергея Лаврова и госсекретаря США Джона Керри. Постановщиком поединков выступил Джеймс Лью, который ранее ставил трюки в фильме «Смертельное оружие 4». В качестве оператора приглашён Верн Ноблс, работавший одним из операторов на «Неудержимых». Изначально мировая премьера была запланирована на конец 2016 года, но позднее перенесена на вторую половину 2017 года. В России показ фильма начался 30 ноября 2017 года, кассовые сборы составили 1 671 879 рублей.

## Критика
На IMDb фильм получил рейтинг 2,1 из 10.
Сайт «Киноафиша» подверг критике различные ляпы встречающиеся в фильме, а также то, как был сделан русский дубляж (съёмки фильма проходили на английском языке). Из плюсов фильма была отмечена игра Евгения Стычкина. Общее заключение: «„Максимальный удар“ — тот случай, когда режиссёр смеётся вместе со зрителями над тем, что получилось в итоге».
Блогер Алекс Экслер поставил фильму 4,5 из 10. В  своей рецензии он отмечает, что по сюжету и манере съёмки фильм напоминает «Мороз по коже» и «Бригада: Наследник», а также что хотя персонажи представляют собой «жуткие клише», актёры изображают их «очень даже неплохо»; выделены игра Стычкина и комедийный бенефис Дакаскоса. Критике также подверглась русская озвучка.
Сайт BZFilm оценил фильм на 4 балла из 10. По мнению редакторов сайта, в фильме хорош только постер и актёрский состав, который вселял некоторые надежды, но Невскому удалось все эти надежды разрушить. Автор выражает недоумение, почему у Невского не получается снять достойный фильм, когда он имеет и деньги, и ресурсы, и приличный актёрский состав.
В интервью Eurosport Невский заявил, что причиной низкого рейтинга его фильмов являются подписчики видеоблогера Евгения Баженова (BadComedian), который якобы до этого хотел работать с ним, но получил отказ из-за ролика о фильме «Форсаж да Винчи» (эта информация никогда не была подтверждена).
Низкий рейтинг на IMDb и кассовый провал (мировые сборы фильма составили в 2,3 млн рублей при бюджете в 10 млн долларов) Невский никак не объяснил.